# NGC 4894
NGC 4894 ist eine 15,0 mag helle linsenförmige Zwerggalaxie vom Hubble-Typ S0 im Sternbild Haar der Berenike am Nordsternhimmel. Sie ist schätzungsweise 208 Mio. Lichtjahre von der Milchstraße entfernt, hat einen Durchmesser von etwa 30.000 Lj und ist Mitglied des Coma-Galaxienhaufens.
Im selben Himmelsareal befinden sich u. a. die Galaxien NGC 4884, NGC 4889, NGC 4898, IC 4030.
Das Objekt wurde am 30. März 1827 von John Herschel entdeckt.